# 캐시 오도넬

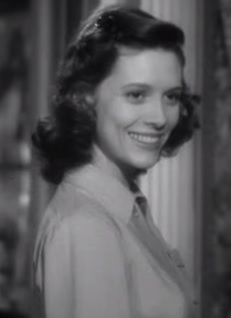

캐시 오도넬(Cathy O'Donnell, 1923년 7월 6일 ~ 1970년 4월 11일)는 미국의 배우, 연극 배우, 영화배우, 텔레비전 배우이다.
셸비군 (앨라배마주)에서 태어났으며 로스앤젤레스에서 사망하였다. 사인은 암이다.  포리스트 론 메모리얼 파크에 매장되었다.

## 영화
- 벤허 (1959년) - 티자 역
- 매드 앳 더 월드 (1955년)
- 라라미에서 온 사나이 (1955년)
- 파리스의 연인 (1954년)
- 형사 이야기 (1951년)
- 더 미니버 스토리 (1950년)
- 사이드 스트리트 (1950년)
- 그들은 밤에 산다 (1949년) - 키치 역
- 더 베스트 이어스 오브 아워 리브스 (1946년) - 빌마 캐머런 역
- 우리 생애 최고의 해 (1946년)